# Девід Стокдейл
Девід Стокдейл (англ. David Stockdale, нар. 20 вересня 1985, Лідс) — англійський футболіст, воротар клубу «Брайтон енд Гоув».
Виступав за низку англійських клубів, проте здебільшого в нижчих дивізіонах і єдиною командою з Прем'єр-ліги був «Фулгем».

## Ігрова кар'єра
У дорослому футболі дебютував 2003 року виступами за команду клубу «Йорк Сіті», в якій провів три сезони, взявши участь у 24 матчах чемпіонату. 

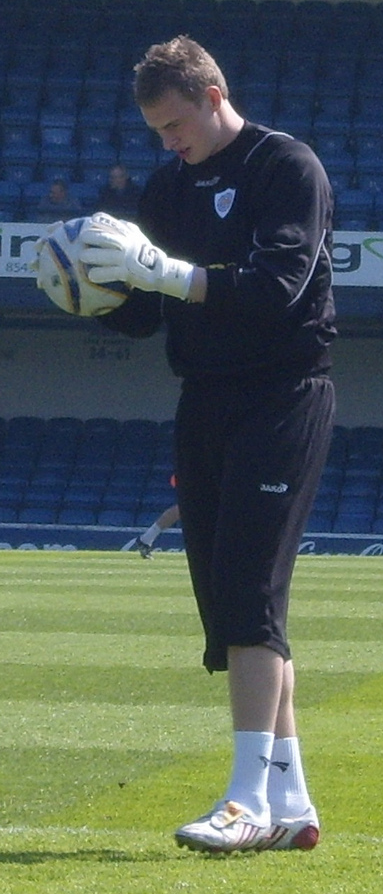
Девід Стокдейл 2009 року на тренуванні «Лестер Сіті».

Згодом з 2004 по 2006 рік грав у складі команд клубів «Вейкфілд Емлі» та «Ворксоп Таун».
Своєю грою за останню команду привернув увагу представників тренерського штабу клубу «Дарлінгтон», до складу якого приєднався 2006 року. Відіграв за команду з Дарлінгтона наступні два сезони своєї ігрової кар'єри. Більшість часу, проведеного у складі «Дарлінгтона», був основним голкіпером команди.
2008 року перейшов до команди «Фулхема», у складі якої не закріпився і в подальшому захищав на умовах оренди кольори клубів «Ротергем Юнайтед», «Лестер Сіті», «Плімут», «Іпсвіч Таун» та «Галл Сіті».
До складу клубу «Фулхем» повернувся влітку 2013 року і за наступний сезон встиг відіграти за лондонський клуб 21 матчів в національному чемпіонаті, проте команда зайняла передостаннє 19 місце і покинула Прем'єр-лігу.
28 липня 2014 року підписав трирічний контракт з клубом Чемпіоншіпу «Брайтон енд Гоув», де відразу став основним гравцем. Відтоді встиг відіграти за клуб з Брайтона 76 матчів в національному чемпіонаті.

## Кар'єра в збірній
Девід Стокдейл кілька разів викликався до складу збірної Англії. У тому числі він потрапив до складу команди на відбірковий етап чемпіонату Європи 2012 року. Проте так жодного разу і не з'явився на полі у футболці національної збірної.